# Erkki Liikanen
Erkki Antero Liikanen, né le 19 septembre 1950 à Mikkeli, est un homme politique finlandais membre du Parti social-démocrate (SDP).
Ministre des Finances pendant trois ans à la fin des années 1980, il a été le premier commissaire européen finlandais entre 1995 et 2004, successivement chargé du Budget et de l'Administration, puis des Entreprises et de la Société de l'information. De 2004 à 2018, il est gouverneur de la Banque de Finlande.

## Biographie
En 1975, il obtient une maîtrise de sciences politiques, spécialisée en sciences économiques, à l'Université d'Helsinki. Quinze ans plus tard, il devient ambassadeur de Finlande auprès des Communautés européennes à Bruxelles.
Il est nommé gouverneur de la Banque de Finlande par la présidente de la République Tarja Halonen le 12 juillet 2004. À ce titre, il est membre du conseil des gouverneurs de la Banque centrale européenne (BCE) et du conseil d'administration du Fonds monétaire international (FMI).
Il a pris la présidence de la Croix-Rouge finlandaise le 8 juillet 2008. De plus, il est marié, père de deux enfants et docteur honoris causa de l'Université de technologie de Finlande depuis 2003.

## Parcours politique

### Du Parlement au gouvernement
Élu pour la première fois député à l'Eduskunta en 1972, il y a exercé quelques responsabilités, comme celles de vice-président de la commission de l'Agriculture et des Forêts de 1977 à 1979, ou de président de la commission des Affaires étrangères durant quatre ans à partir de 1983.
En 1981, il est nommé secrétaire général du Parti social-démocrate (SDP) et occupe ce poste jusqu'en 1987. Le 30 avril de cette même année, il devient ministre des Finances de Finlande dans la coalition d'Harri Holkeri, mais démissionne environ trois ans plus tard, le 28 février 1990. Il renonce également à son mandat parlementaire.

### Commissaire européen
Le 23 janvier 1995, Erkki Liikanen est choisi comme commissaire européen par le gouvernement de Paavo Lipponen, et se voit attribuer le portefeuille du Budget, du Personnel et de l'Administration par Jacques Santer. Il est alors le premier Finlandais à siéger au sein de la Commission européenne.
Cependant, à la suite d'accusations de népotisme et de mauvaise gestion visant certains commissaires, le collège est contraint de démissionner le 15 mars 1999, et il se voit chargé de gérer les affaires courantes de son portefeuille jusqu'à la nomination d'un nouveau président, ce qui est chose faite le 16 septembre 1999 avec l'arrivée de Romano Prodi, qui décide de lui confier le poste de commissaire européen chargé des Entreprises et de la Société de l'information.
Il démissionne le 12 juillet 2004, trois mois et demi avant la fin de son mandat, et est remplacé par le centriste finlandais Olli Rehn. Il est aujourd'hui retiré de la vie politique.